# Palakos
Palakos, Palak (ros. Палак; zm. ok. 108 p.n.e.) – król Scytów, władca scytyjskiego państwa na Krymie. Był jednym z synów i następcą Skilurosa.
Istnieją przypuszczenia, że sprawował władzę królewską jeszcze za życia swojego ojca przy jego poparciu. Po śmierci swojego ojca (lub w ostatnim okresie jego życia) Palakos na nowo rozpoczął wojnę z Chersonezem. Wojska Palakosa zajęły pozostałą część wybrzeża należącą jeszcze do Chersonezu i zaczęły oblegać miasto. Wówczas mieszkańcy Chersonezu poprosili o pomoc Mitrydatesa VI Eupatora, władcę Pontu, który przysłał im swoje wojska pod dowództwem Diofantosa. Na wieść o tym Palakos zawarł przymierze z wodzem sarmackich Roksolonów, Tasjosem. W wojnie wsparli go również Taurowie. Bitwa z udziałem 50 tysięcy Roksolanów i 6 tysięcy pontyjskich hoplitów zakończyła się klęską tych pierwszych. Resztki Roksolanów opuściły Półwysep Krymski. W tym czasie flota oraz wojska pontyjskie i chersoneskie zadały klęskę flocie scytyjskiej i odparły Scytów spod murów Chersonezu po ponad rocznym oblężeniu miasta. Następnie Scytowie doznali klęski na Półwyspie Kerczeńskim, skąd zostali wyparci. Wojska pontyjskie i chersoneskie obległy i zdobyły po ośmiomiesięcznym oblężeniu Neapol Scytyjski i Chabon. Palakos był zmuszony w tej sytuacji w 109 p.n.e. zrezygnować z wszelkich zdobyczy terytorialnych i uznać władzę zwierzchnią Mitrydatesa VI Eupatora. 
Był to jednak ruch pozorny, mający na celu zebranie sił do następnej kampanii. Kampania ta zaczęła się w następnym roku, kiedy to Scytowie zaatakowali ziemie Chersonezu i Królestwa Bosporańskiego, pokonując ich wojska w kilku bitwach. W tej sytuacji Mitrydates znowu przysłał swoje wojska na czele z Diofantosem, które odrzuciły Scytów i w generalnej bitwie pokonały ich, zajmując Neapol Scytyjski i Chabon, w czasie szturmu których Palakos zginął.
Zachowały się wizerunki Palakosa na płaskorzeźbach odnalezionych wśród pozostałości Neapolu Scytyjskiego, przy czym najsłynniejszym przedstawieniem władcy jest płaskorzeźba przedstawiającego w sposób bardzo realistyczny Palakosa wraz z ojcem jadących konno obok siebie.